# Partito di Rinascita Nazionale
Il Partito di Rinascita Nazionale (in lituano: Tautos prisikėlimo partija - TPP) è stato un partito politico lituano fondato nel 2008 Arūnas Valinskas; nel 2011 confluì nell'Unione dei Liberali e di Centro.

## Storia
Alle elezioni parlamentari del 2008 il partito ottenne il 15,1% dei voti e 16 seggi al Seimas, attestandosi come la seconda forza politica del Paese in termini di voti (preceduto solo da Unione della Patria - Democratici Cristiani di Lituania, TS-LKD). Entrò a far parte del nuovo governo guidato da Andrius Kubilius, espressione di TS-LKD e sostenuto anche da Movimento dei Liberali della Repubblica di Lituania e Unione dei Liberali e di Centro.
Nel 2010 il partito avviò una collaborazione con l'Unione dei Liberali e di Centro, in cui confluì definitivamente il 22 settembre 2011, ma subì la scissione di una sua componente che aderì al Partito dei Cristiani.

## Risultati elettorali
| Elezione          | Voti    | %     | Seggi    |
| ----------------- | ------- | ----- | -------- |
| Parlamentari 2008 | 186.629 | 15,09 | 16 / 141 |
| Europee 2009      | 5.717   | 1,01  | 0 / 12   |